# Sörény

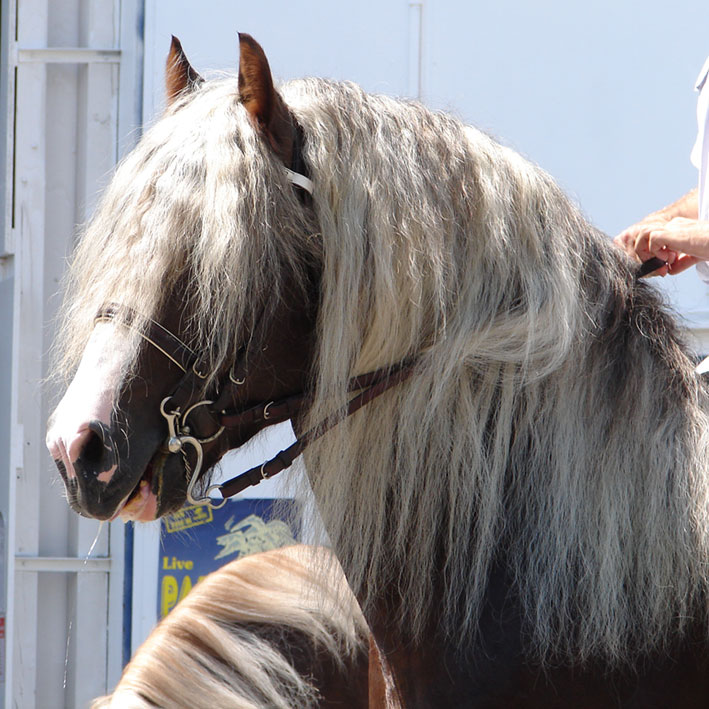
Hosszú sörényű ló

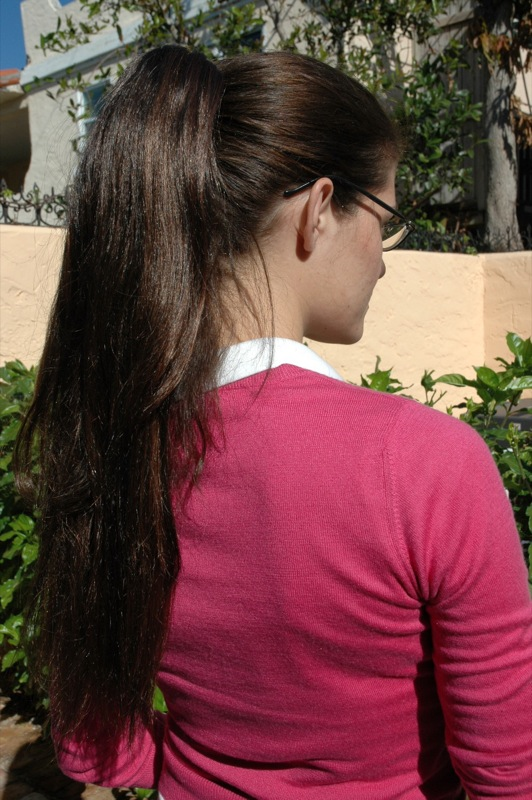
Hajsörény

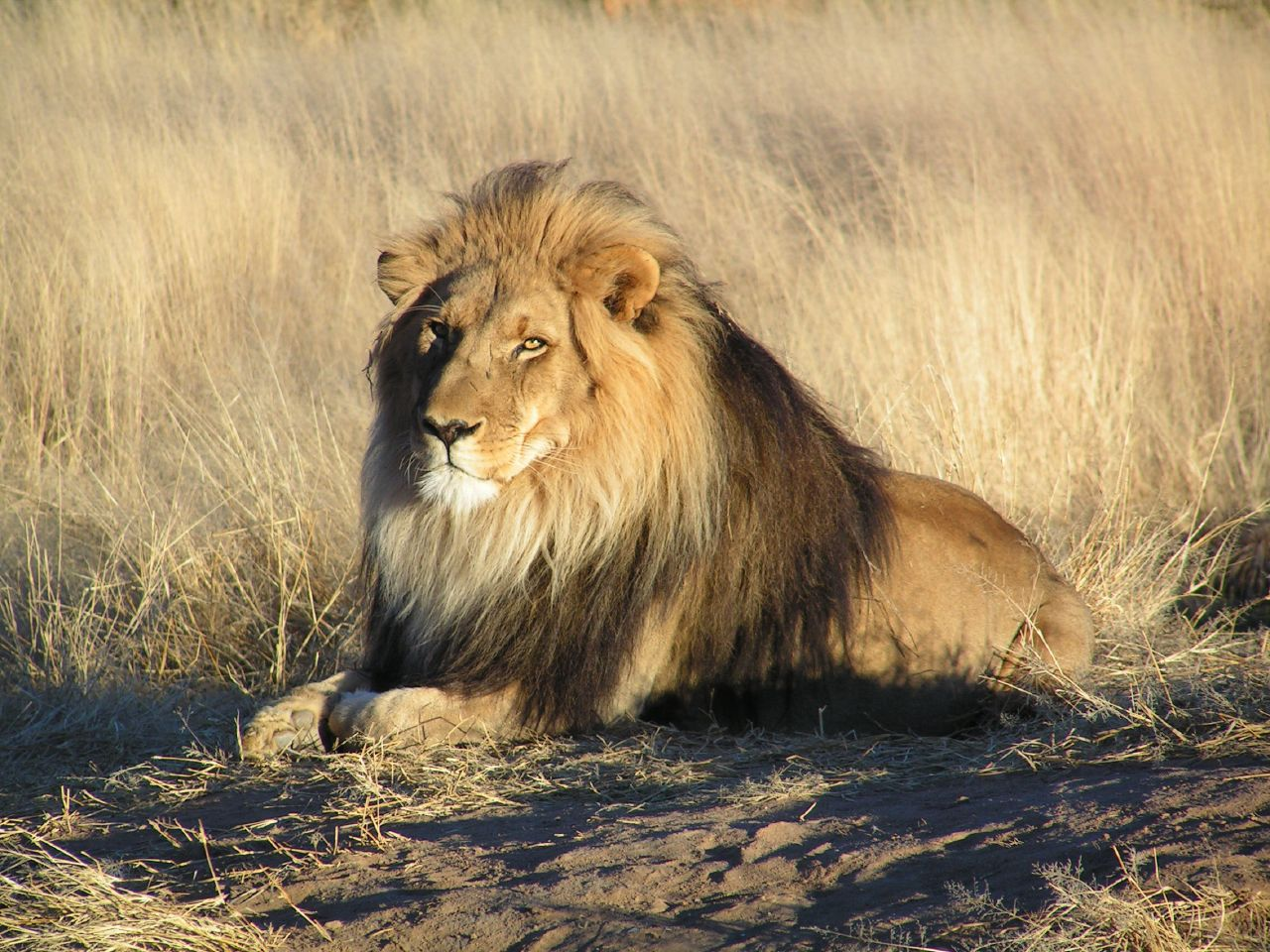
Sörényes hím oroszlán

Sörénynek némely emlős állat fején és nyakán található hosszú szőrt nevezünk. Elsődlegesen a páratlan ujjúaknál, a lovaknál találhatjuk, de a ragadozók között is találunk sörényes állatokat, mint például az oroszlán, ahol a hímnek van sörénye. A kisebb emlősök között is vannak „oroszlánsörényes” fajták, ilyenek például az oroszlánfejű törpe kosorrú nyulak,
vagy a kutyák között a leonbergi.
Valójában az emberek fején található hajat is nevezhetjük sörénynek, főként a homlokba hulló hajat nevezték régen sörénykének, frufrunak.

## Lósörény
A lovaknál a sörény a fejtetőtől a marig húzódik a gerinc mentén. Eredetileg a lósörény szabadon lógott az állat nyakán. Először a harci lovaknál volt fontos, hogy rövidre vágják, nehogy a vér a szemükbe csurogjon és akadályozza őket a látásban. A háziasítás során kialakult egy speciális viselési forma, a hámos lovaknál már csikókorban a sörényt a külső nyakoldalra szoktatják. A nyerges lónál a bal oldalra, a rudasnál a jobbra. A versenylovaknál még fontosabb a sörény ápolása, hiszen a lovat akadályozhatja a jó teljesítmény elérésében. Ennek érdekében különböző sörényfonási technikák alakultak ki az idők során.
A lovaknál gyakran előfordul, hogy a sörény és a farok, a ló színével ellentétes színű, ezt a jellegzetességek a gének határozzák meg és a tenyésztés során befolyásolható. Egyes fajtáknál a sörény finom szálú (Shetlandi póni), másoknál tömöttebb és vastagabb (Fríz ló), és vannak göndör sörényű fajták is.

## Oroszlánsörény
Az oroszlánok sörénye rendkívül fontos szerepet játszik a fajfenntartásban. A nőstények vonzására és a rivális hímek elijesztésére szolgál, amellett, hogy fontos hőtartó szerepe is van. A legújabb kutatások szerint a sörény nagyságát és minőségét jelentősen befolyásolja az adott klíma, magas hőmérsékletű vidékeken a sörény teljesen eltűnhet az oroszlánok fejéről.

## Képek

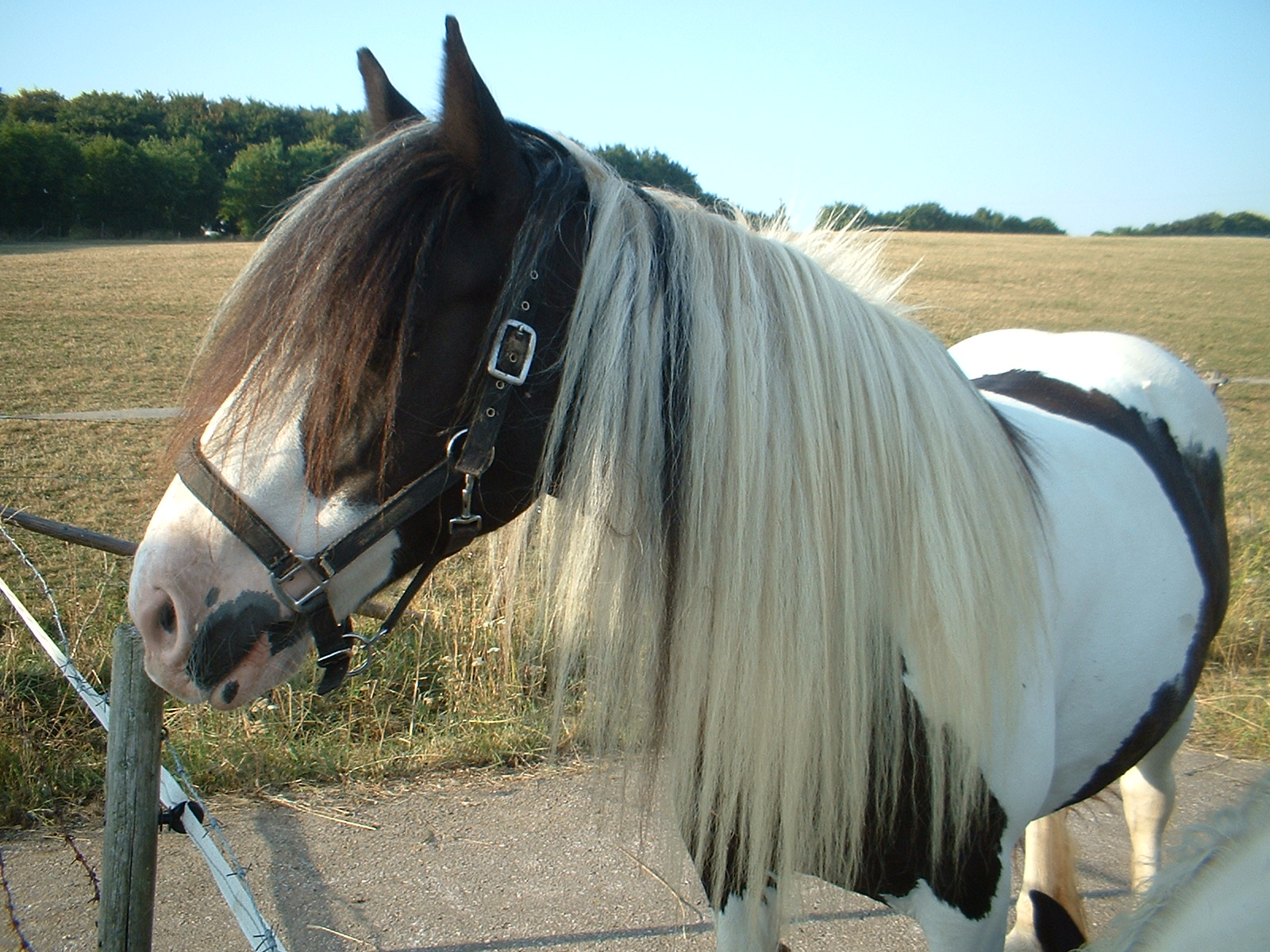
Hosszú sörényű ló
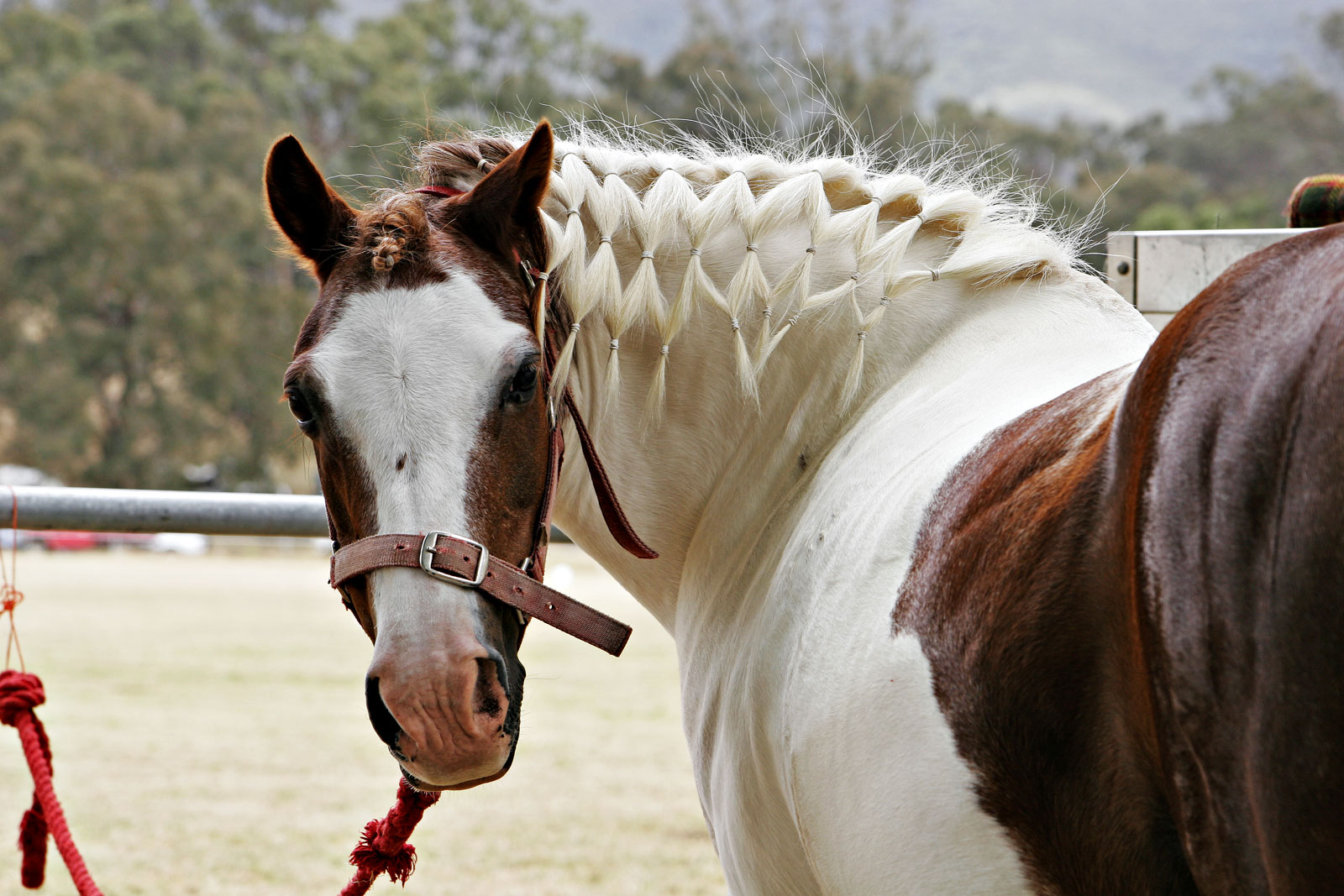
Befont sörényű ló
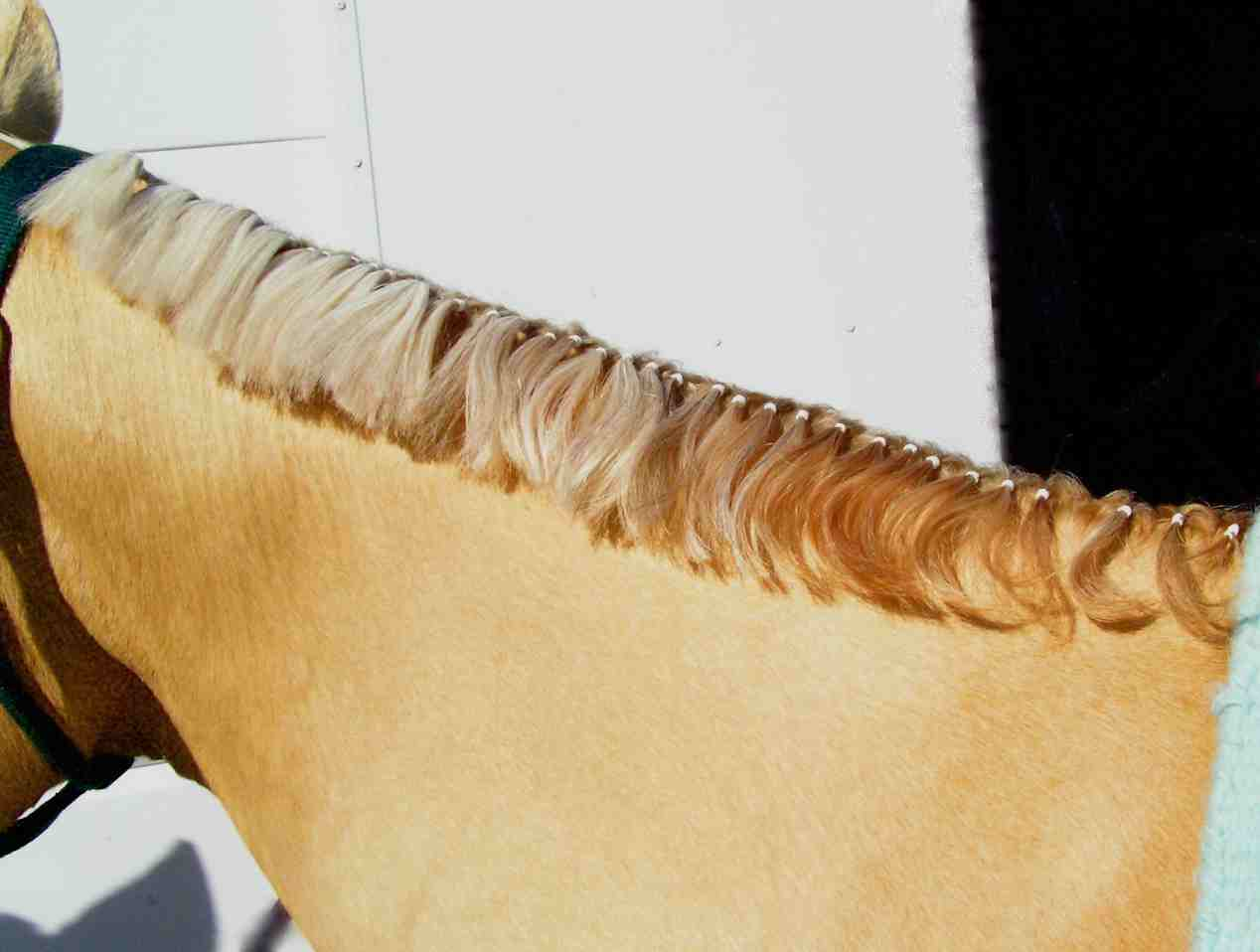
Rövidre vágott sörényű ló
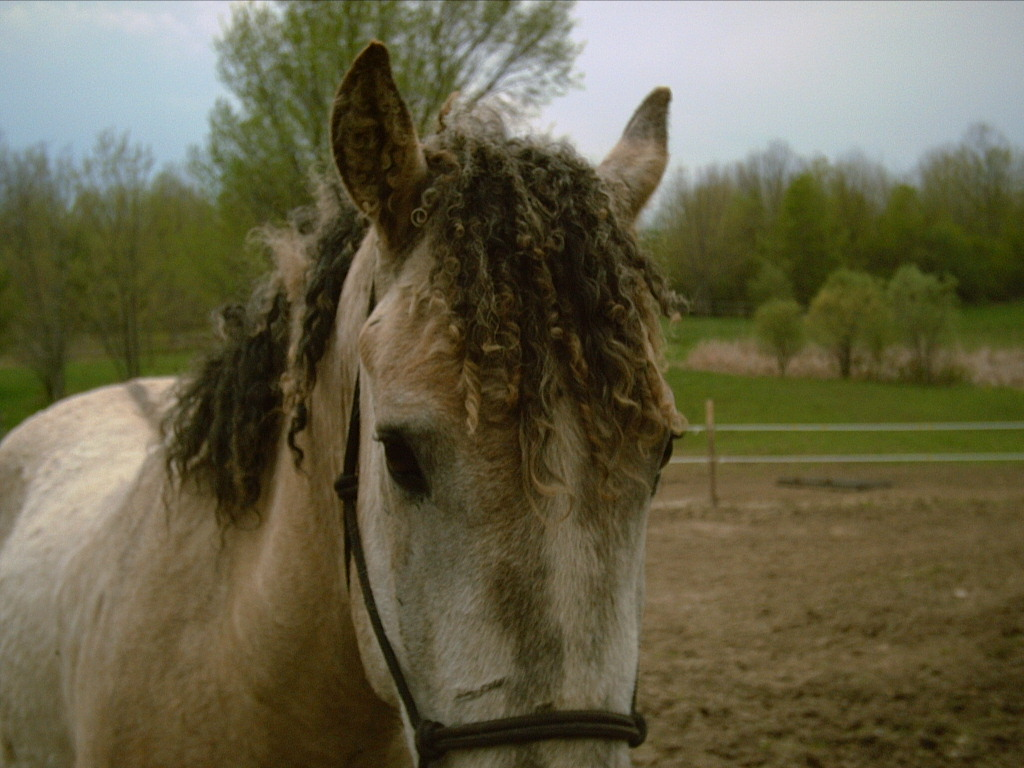
Göndör sörényű ló